# Héctor González Garzón
Héctor González Garzón (7 de julho de 1937 - 23 de agosto de 2015) foi um futebolista colombiano que atuava como atacante.

## Carreira
Héctor González Garzón fez parte do elenco da Seleção Colombiana de Futebol, na Copa do Mundo de  1962. 